# 阿爾貝什蒂-帕萊奧洛古鄉
44°57′N 26°13′E / 44.950°N 26.217°E
阿爾貝什蒂-帕萊奧洛古鄉（羅馬尼亞語：Comuna Albești-Paleologu, Prahova），是羅馬尼亞的鄉份，位於該國中南部，由普拉霍瓦縣負責管轄，面積47平方公里，海拔高度109米，2007年人口5,918，人口密度每平方公里125人。